# خثار تاجي
خثار تاجي (بالإنجليزية: Coronary thrombosis)‏ هو تكون تجلط دموي في الأوعية الدموية للقلب. يحد هذا التجلط من تدفق الدم نحو القلب. ويؤدي ذلك إلى تضيق الأوعية الدموية بسبب تجلط الدم. وتعتبر هذه الحالة من ضمن أمراض القلب التاجي.
يرتبط حدوث خثار التاجي بتصلب الشرايين وتراكم الكوليسترول والشحوم على جدران الشرايين. يؤدي تضيق قطر الوعاء المصاب إلى انخفاض تدفق الدم ويمهد الطريق لحدوث احتشاء عضلة قلبية. تتضمن عوامل الخطر الرئيسية لخثار الشريان التاجي ما يلي: ارتفاع كوليسترول البروتين الدهني منخفض الكثافة الضار والتدخين ونمط الحياة الخامل وارتفاع ضغط الدم.
تكون الخثرة التاجية بدون أعراض إلى أن يصبح الانسداد كبير. يسبب الانسداد أشكال مختلفة من الذبحة الصدرية، وقد يقود هذا في النهاية إلى احتشاء عضلة القلب. تتضمن الأعراض التحذيرية الشائعة ما يلي: ألم شديد في الصدر وضيق في النفس وانزعاج في الجزء العلوي من الجسم.

## الإمراضية
قد يستخدم البعض مصطلحي خثار التاجي واحتشاء العضلة القلبية بشكل متبادل باعتبارهما مترادفين، ولكن هذا غير دقيق نظريًا لأن الأول يشير إلى انسداد الأوعية الدموية بخثرة، بينما يشير الثاني إلى موت أنسجة القلب نتيجة توقف تدفق الدم إليها. لا تؤدي الخثرة التاجية إلى موت الأنسجة القلبية بالضرورة بسبب وجود التروية الجانبية، بل وقد تكون غير مصحوبة بأعراض.[بحاجة لمصدر]
تتشكل الخثرة التاجية عمومًا إثر شلال التخثر الذي تسلكه أي خثرة أخرى في الجسم. يساهم في تشكل الخثار ثالوث فيرخوف الذي يتكون من العوامل التالية: الركودة الدموية وخلل البطانة الوعائية وحالة فرط التخثر. يساهم تصلب الشرايين في تكوين الخثار التاجي عبر إحداثه ركودة دموية وخلل موضعي في البطانة.[بحاجة لمصدر]
يسبب احتشاء عضلة القلب الوفاة والمرض لعدد كبير من الأشخاص في العالم، ولهذا عمد الباحثون إلى دراسة تشكل الخثرات بشكل عام وفي الشرايين التاجية بشكل خاص. ركزت الأبحاث على المواضيع التالية:
- قد يكون خثار التاجي من المضاعفات المرتبطة بالدعامات المطلقة للدواء. تطلق هذه الدعامات التي توضع لفتح الشرايين الضيقة أدوية تمنع حدوث التضيق من جديد. بنفس الوقت، قد تؤدي هذه الدعامات إلى زيادة احتمال تكون الخثرات التاجية بسبب زيادة التعبير عن العامل النسيجي وتأخر الشفاء داخل الأوعية. إضافةً إلى ذلك، يبدو أن الدعامة تساهم بحدوث خلل في بطانة الجزء الواقع أدناها، وهذا سيؤدي إلى إنشاء بيئة مؤهبة لتشكل الخثرات. وبشكل عام، لا تزال الأدلة غير حاسمة حول ما إذا كانت هذه المخاطر تفوق فائدة الدعامة التاجية أم لا.[3][4]
- قد يكون الالتهاب عاملًا مسببًا لمرض الشريان التاجي واحتشاء عضلة القلب اللاحق الناجم عن خثار الشرايين التاجية. قد تؤدي المستويات المرتفعة من الالتهاب إلى زيادة خطر الإصابة بالخثار وكذلك زيادة خطر الخثار التالي لوضع داعمة أو جهاز. لا تزال الدراسات تبحث عن المؤشرات الحيوية الالتهابية التي قد تساعد في تحديد الأفراد المعرضين للخطر.[5]
- يخضع الانصمام المجهري التاجي للدراسة باعتباره نقطة أساسية في ما يخص تشكل الخثرات التاجية والموت المفاجئ التالي لحدوث احتشاء قلب حاد.
- يخضع دور البروتينات عالية التنقل-1 في تكوين الخثرة للدراسة.[6]
- يوصف خثار الجيوب التاجية بأنه اختلاط وخيم للإجراء. تعتبر الجيوب التاجية النظير الوريدي للشرايين التاجية، إذ يعود الدم منزوع الأكسجين عبرها. تؤدي الخثرة الكبيرة في هذا المكان إلى بطء تروية أنسجة القلب وقد تضغط ميكانيكيًا على الشريان التاجي.[7]